# 卡缅斯基狸藻
卡缅斯基狸藻（学名：Utricularia kamienskii）为狸藻属一年生陆生食虫植物。其种加词“kamienskii”来源于波兰植物学家弗朗齐歇克·卡缅斯基。其为澳大利亚北领地达尔文附近的特有种。